# Volkswagen Bank Polska
Volkswagen Bank Polska – bank samochodowy z siedzibą w Warszawie działający od 1998 roku do 2018, kiedy połączył się z Volkswagen Bank GmbH. Od 2016 wchodził w skład holdingu Volkswagen Financial Services AG, finansowego ramienia koncernu motoryzacyjnego Volkswagen AG. W Polsce bank ściśle współpracował z Volkswagen Group Polska, markami Grupy oraz siecią salonów dealerskich tych marek.

## Historia
Volkswagen Bank Polska został utworzony w 1998. Działalność operacyjną bank rozpoczął 30 lipca 1998 roku na podstawie licencji bankowej udzielonej decyzją Prezesa NBP z 29 grudnia 1997 roku w sprawie utworzenia banku pod nazwą Volkswagen Bank Polska S.A. oraz decyzją Przewodniczącego Komisji Nadzoru Bankowego z 24 lipca 1998 roku w sprawie zezwolenia na rozpoczęcie działalności przez Volkswagen Bank Polska S.A.
Od kwietnia 2001 roku, jako jeden z pierwszych w Polsce, Volkswagen Bank Polska zaoferował klientom indywidualnym i przedsiębiorcom usługi bankowości elektronicznej. Z tego względu nie posiadał oddziałów ani placówek.
Od stycznia 2016 roku bank działa pod marką Volkswagen Financial Services, wspólną dla działających w Polsce spółek finansowych koncernu. Połączenie Volkswagen Bank Polska S.A. z Volkswagen Bank GmbH z siedzibą w Brunszwiku, w Niemczech nastąpiło 28 września 2018 roku, co oznaczało likwidację banku. Działalność w sektorze finansowym koncern Volkswagen kontynuuje jako oddział banku zagranicznego.
Volkswagen Bank Polska specjalizował się w działalności kredytowej i depozytowej. Dominującą aktywnością było kredytowanie zakupu samochodów marek należących do koncernu Volkswagen (Volkswagen Samochody Osobowe i Dostawcze, ŠKODA, Audi, SEAT, CUPRA i Porsche) oraz finansowanie działalności salonów dealerskich. Bank oferował także:
- konta osobiste i firmowe,
- wydawnictwo kart debetowych,
- lokaty dla klientów indywidualnych i firm,
- kredyty dla klientów indywidualnych i firm na zakup samochodów nowych i używanych,
- kredyty gotówkowe dla klientów indywidualnych[2].

## Nagrody i wyróżnienia
W latach 2017 i 2016 Volkswagen Bank Polska zajął I miejsce w konkursach Gazety Bankowej „Najlepszy Bank” w kategorii „Małe i Średnie Banki Komercyjne”. W roku 2016 został jednym z laureatów rankingu „Gwiazdy Bankowości” Dziennika Gazety Prawnej w kategorii „Dochodowość i efektywność” oraz rankingu „50 największych banków w Polsce” Miesięcznika Finansowego BANK w kategorii sprawności działania banków. W 2014 roku uzyskał tytuł Lidera Informatyki Instytucji Finansowych miesięcznika Gazeta Bankowa a w latach 2010–2013 zdobywał statuetki Złoty Bankier, m.in. w kategorii „Najlepszy kredyt samochodowy”, a także nagrodę „Innowacja Roku 2013”.